# Глуховская, Марина Витальевна
Мари́на Вита́льевна Глуховска́я — российский режиссёр театра и кино, лауреат театрального фестиваля «Золотой Арлекин», номинант премии «Золотая маска».

## Биография
В 1992 году Марина Глуховская закончила филологический факультет МГУ, в 1998 году — Российскую академию театрального искусства (мастерская Петра Фоменко).
Марина Витальевна работала в Казани, Магнитогорске, Москве, Новосибирске, Омске, Саратове, Твери, Челябинске, Барнауле.
C сентября 2012 года по июнь 2014 — Главный режиссёр Челябинского государственного академического театра драмы имени Наума Орлова.

## Признание и награды
- 2007 — Лауреат театрального фестиваля «Золотой Арлекин» в номинации «Автор музыкального оформления в драматическом и кукольном театре» (за постановку в Саратовском академическом театре драмы спектакля «Дом Бернарды Альбы»).
- 2016 — Лауреат театрального фестиваля «Золотой Арлекин» в номинации «Лучшая работа режиссёра» (за постановку в Саратовском академическом театре драмы спектакля «Кабала святош» М.Булгакова).

## Творчество
- 1996 «Свадьба» А.П. Чехов. Режиссёр Пётр Фоменко — Змеюкина (Московский театр «Мастерская Петра Фоменко»)[2].

### Дипломные спектакли
- «Капитанская дочка» А. С. Пушкина — сценическая композиция в двух частях, Тверской областной академический театр драмы, премьера 3 апреля 1998 года — «Капитанская дочка» Архивная копия от 21 сентября 2018 на Wayback Machine[3]

### Постановка кино
- 2005 — Адъютанты любви (телесериал, режиссёр-постановщик)[4].

### Постановки спектаклей
- «Старосветская история» по произведениям Н. В. Гоголя Омский государственный камерный театр «Пятый театр», премьера 29 мая 1999 год (спектакль номинирован на премию «Золотая маска», режиссёрский дебют Марины Глуховской)[5][6]
- «Человек из ресторана» И. С. Шмелёв. Омский государственный камерный театр «Пятый театр», премьера 13 апреля 2000 года
- «Демон» М. Ю. Лермонтов Омский государственный камерный театр «Пятый театр», премьера 23 мая 2000 года — Демон Архивная копия от 18 сентября 2018 на Wayback Machine[7]
- «Маскарад» по мотивам М. Ю. Лермонтова Омский академический театр драмы, премьера 30 июля 2000 года — Маскарад Архивная копия от 18 сентября 2018 на Wayback Machine [8]
- «Полковнику никто не пишет» Габриэль Гарсия Маркес. Омский академический театр драмы, премьера 6 апреля 2001 года — Полковнику никто не пишет Архивная копия от 18 сентября 2018 на Wayback Machine [9]
- «Закат» Исаак Бабель Омский академический театр драмы, премьера 11 июля 2001 года [10]
- «Санта-Крус» Макс Фриш Казанский Татарский государственный театр юного зрителя, премьера состоялась 19 января 2002 года[11]
- «Фердинанд VIII» по мотивам «Записки сумасшедшего» Н. В. Гоголя. Омский государственный камерный театр «Пятый театр», премьера 16 апреля 2002 года[12]
- «Ромео и Джульетта» Шекспир Омский государственный театр куклы, актёра, маски «Арлекин», премьера состоялась 31 мая 2003 года[13]
- «Добрый человек из Сычуани» Бертольт Брехт Омский государственный театр куклы, актёра, маски «Арлекин», премьера 7 октября 2004 год
- «Молодая особа ищет место гувернантки» по повести Ф.М Достоевского «Кроткая», Московский драматический театр «АпАРТе»
- «Свадьба Кречинского» А. В. Сухово-Кобылин Новосибирский театр Глобус, премьера 4 марта 2005 года[14]
- «Дом Бернарды Альбы» Федерико Лорка Саратовский академический театр драмы имени И. А. Слонова, премьера 13 мая 2006 года — Дом Бернарды Альбы Архивная копия от 18 сентября 2018 на Wayback Machine [15]
- «Трамвай „Желание“» Теннеси Уильямса, Саратовский академический театр драмы имени И. А. Слонова, премьера 14 октября 2006 года — Трамвай «Желание» Архивная копия от 18 сентября 2018 на Wayback Machine [16]
- «Преступление и наказание» Ф. М. Достоевского, Саратовский академический театр драмы имени И. А. Слонова, премьера 5 июня 2007 года — Преступление и наказание Архивная копия от 18 сентября 2018 на Wayback Machine [17]
- «Немного о лете» Екатерины Ткачёвой, Саратовский академический театр драмы имени И. А. Слонова, премьера 15 декабря 2007 года — Немного о лете Архивная копия от 18 сентября 2018 на Wayback Machine [18]
- «Гамлет» Шекспира, Саратовский академический театр драмы имени И. А. Слонова, премьера 19 апреля 2008 года — Гамлет Архивная копия от 18 сентября 2018 на Wayback Machine [19]
- «Бег» — драма в девяти снах по мотивам произведений М. А. Булгакова, Магнитогорский драматический театр им. А. С. Пушкина, премьера состоялась 12 мая 2010 года — Бег Архивная копия от 18 сентября 2018 на Wayback Machine [20][21]
- «Ревизоръ» — театральное сочинение по мотивам пьесы Н. В. Гоголя, г. Омск, Омский государственный театр куклы, актёра, маски «Арлекин», премьера состоялась 11 марта 2011 года — Ревизор [22][23]
- «Софья Петровна» — драма, инсценировка по мотивам повести Л. К. Чуковской, Саратовский академический театр драмы имени И. А. Слонова, премьера 7 октября 2011 года — Софья Петровна Архивная копия от 29 марта 2014 на Wayback Machine[24]
- «Сколько длится любовь?» — по мотивам пьес «Тестостерон» Анджея Сарамоновича и «Тирамису» Иоанны Овсянко, Челябинский государственный академический театр драмы имени Наума Орлова, премьера состоялась 28 мая 2012 года — Сколько[25]
- «Васса Железнова» — драма по мотивам второго варианта пьесы Максима Горького «Васса Железнова», Челябинский государственный академический театр драмы имени Наума Орлова, премьера состоялась 22 марта 2013 года — Васса [26]
- «Камень» — семейная история по пьесе Мариуса фон Майенбурга, Челябинский государственный академический театр драмы имени Наума Орлова, премьера состоялась 6 декабря 2013 года — КАМЕНЬ[27][28]
- «Прекрасное Далёко» — картины из несвободной жизни по пьесе Данилы Привалова, Челябинский государственный академический театр драмы имени Наума Орлова, премьера состоялась 27 марта 2014 года — Прекрасное Далёко Архивная копия от 15 апреля 2014 на Wayback Machine[29][30]
- «Кабала святош» — драма в 3-х действиях по пьесам «Тартюф» Мольера и «Кабала святош» М.А. Булгакова, Саратовский академический театр драмы имени И. А. Слонова, премьера 1 апреля 2015 года — Кабала святош Архивная копия от 13 апреля 2015 на Wayback Machine [31]
- «Ромео и Джульетта» — трагедия Вильяма Шекспира в переводе Осии Сороки, Саратовский академический театр драмы имени И. А. Слонова, премьера 23 января 2016 года — Ромео и Джульетта Архивная копия от 2 февраля 2016 на Wayback Machine [32][33][34][35][36][37]
- «Живой труп» — драма в 2-х действиях по пьесам Льва Толстого и Ильи Толстого, Саратовский академический театр драмы имени И. А. Слонова, премьера 21 апреля 2017 года — Живой труп Архивная копия от 28 апреля 2017 на Wayback Machine [38][39][40][41]
- «Анна в тропиках» — драма в 2-х действиях по пьесе Нило Круза, Саратовский академический театр драмы имени И. А. Слонова, премьера 13 апреля 2018 года — Анна в Тропиках Архивная копия от 20 апреля 2018 на Wayback Machine [42][43]
- «Время Женщин» — драма в 2-х действиях по роману Елены Чижовой, Алтайский краевой театр драмы имени В. М. Шукшина, премьера 14 сентября 2018 года — Время Женщин Архивная копия от 18 сентября 2018 на Wayback Machine [44][45]
- «Моя Марусечка» — драма в 2-х действиях по повести Александры Васильевой, Саратовский академический театр драмы имени И. А. Слонова, премьера 27 сентября 2019 года — МОЯ МАРУСЕЧКА Архивная копия от 30 сентября 2019 на Wayback Machine
- «Случайные встречи» — трагикомедия в 2-х действиях по пьесе Уильяма Сарояна «Лучшие годы вашей жизни»(1939), Алтайский краевой театр драмы имени В. М. Шукшина, премьера 20 марта 2020 года — Случайные встречи Архивная копия от 22 марта 2020 на Wayback Machine